# Astral Chain
Astral Chain (アストラルチェイン, Asutoraru Chein) é um jogo eletrônico de ação-aventura e hack and slash desenvolvido pela PlatinumGames e publicado pela Nintendo em 2019 para o Nintendo Switch. Ele foi dirigido por Takahisa Taura, que havia previamente sido o designer-chefe de jogabilidade em Nier: Automata, sob a supervisão de Hideki Kamiya, criador das séries Devil May Cry e Bayonetta, e seus personagens foram criados pelo artista de mangá Masakazu Katsura.
Passado na Terra em um futuro distópico, o jogo segue os eventos de uma força tarefa especial da polícia que protege os restos da humanidade de criaturas e aberrações interdimensionais que invadem o planeta, com a história centrada em dois gêmeos, novos recrutas do grupo. Utulizando a titular "Astral Chain", os gêmeos contêm e amarram as criaturas, empregando-as em combate e investigação e se referindo a elas como "Legions". O cenário do jogo se inspira fortemente em diversos animes e mangás cyberpunk, enquanto a jogabilidade combina combate de hack and slash com elementos de RPG e seções investigativas de aventura. Estes segmentos giram em torno do controle simultâneo de dois personagens: um dos gêmeos e seu Legion.
Astral Chain teve um ciclo de desenvolvimento estimado de cinco anos e segue uma série de outras colaborações entre a PlatinumGames e a Nintendo, como The Wonderful 101 e Bayonetta 2. O jogo foi anunciado em fevereiro de 2019 como parte de uma apresentação Nintendo Direct. Astral Chain recebeu análises positivas da crítica especializada, que elogiou sua jogabilidade de dois personagens, sua construção de mundo, sua apresentação, sua personalização e sua trilha sonora, apesar de o jogo ter sido criticado por seu uso de um protagonista silencioso. Até março de 2020, o jogo tinha vendido mais de um milhão de cópias mundialmente, tornando-o um dos jogos mais vendidos para o Nintendo Switch.

## Jogabilidade
Astral Chain é um jogo de ação-aventura onde o jogador assume controle de um detetive da força tarefa policial "Neuron", que tem a tarefa de resolver casos e investigar incidentes que se passam em "The Ark", o mundo principal do jogo. Explorar o mundo, questionar personagens não-jogáveis e examinar evidências garante ao jogador pistas e quebra-cabeças de lógica que se tornam "dicas" para aprofundar o processo de investigação. Durante a progressão do jogo, o jogador acessará o "Astral Plane", uma área interdimensional onde eles devem atravessar terrenos perigosos, resolver quebra-cabeças e batalhar inimigos, assim como em masmorras tradicionais de jogos eletrônicos.
Agentes da Neuron são capazes de evocar um espírito familiar conhecido como "Legion", amarrados por uma corrente chamada "Astral Chain". Legions possuem várias formas diferentes com habilidades distintas que podem ser usadas para resolver quebra-cabeças ou para o combate. Esses incluem um Legion baseado em espadas, um arqueiro, um com socos poderosos, um baseado em machados e um canino que pode seguir rastros olfativos. Completar combos, interromper ataques inimigos, conter inimigos, desviar e libertar um Legion no momento correto podem oferecer ao jogador a chance de realizar um ataque sincronizado.
No início do jogo, a ferramenta IRIS é desbloqueada, um HUD com o qual o jogador pode inspecionar o ambiente e procurar pistas, bem como salvar seu progresso, gerenciar o inventário, personalizar os menus do jogo, ver o mapa do nível e administrar pedidos (desafios que recompensam o jogador com itens, materiais de construção, pontos de experiência, dinheiro e filtros de foto). Capítulos já completados podem ser acessados e rejogados através da mesa do jogador na sede Neuron no começo de cada capítulo. O jogador também pode retornar a esta área para reparar e personalizar seus Legions, personalizar seu personagem e interagir com outros agentes da Neuron. Itens consumíveis também podem ser obtidos de vendedores e utilizados para construção, recuperação de vida ou no combate.

## Recepção
Astral Chain recebeu análises "geralmente favoráveis" de acordo com o agregador de críticas Metacritic. Martin Robinson da Eurogamer recomendou o jogo como "essencial", se referindo ao jogo como o melhor da PlatinumGames até então. Ele citou que ele "brilha mais forte do que qualquer coisa no passado do estúdio." Steven Petite da IGN elogiou o combate, comentando que "apesar de Astral Chain não ter um sistema profundo de combos, ele mais do que compensa por isso com sua gama de Legions." Chris Carter da Destructoid notou que, apesar de o jogo ter um início lento, ele estava completamente envolvido quando o jogo introdizou sua personalização, também elogiando seus chefões e sua variedade de inimigos.
O jogo foi criticado por seu uso de um protagonista silencioso. Francesco De Meo da Wccftech concluiu que a decisão de ter um protagonista silencioso "não funciona bem no contexto da história, considerando que o mesmo personagem é completamente dublado caso não seja escolhido no início do jogo"; um sentimento ecoado pela Game Informer e pela GameSpot. Apesar disso, o jogo geralmente recebeu elogios por seus personagens secundários e construção de mundo. Escrevendo para a Polygon, Chris Plante destacou as atividades secundárias não-combativas do jogo, que envolvem investigação e a realização de tarefas para ajudar personagens não-jogáveis, citando que o jogo é "um jogo profundamente humano sobre um grupo de pessoas tentando fazer o bem–não só no nível de salvar o mundo, mas no nível minuto a minuto, durante um tempo quando o futuro parece incrivelmente sombrio", concluindo por chamar o jogo de a melhor nova propriedade intelectual da Nintendo desde Splatoon.
O jogo se tornou um alvo de ataques de críticas negativas por usuários do Metacritic, principalmente por ser exclusivo para o Nintendo Switch. Fire Emblem: Three Houses, outro jogo também publicado pela Nintendo, também sofreu algo parecido na mesma época, com usuários mais tarde contra-atacando com críticas com notas perfeitas. Mais tarde, as tais análises foram removidas pela plataforma.

### Vendas
Na sua semana de lançamento, Astral Chain foi o jogo mais vendido no Reino Unido e o segundo mais vendido no Japão, também sendo o décimo jogo mais vendido de agosto das tabelas norte-americanas da NPD. O jogo vendeu 46.875 cópias físicas durante suas primeiras três semanas no mercado no Japão. A PlatinumGames publicou um tuíte comemorativo uma semana depois do lançamento, agradecendo aos fãs pelo sucesso do jogo. Apesar de vendas totais não serem reveladas na época, Taura mencionou em uma entrevista com a Famitsu que Astral Chain tinha vendido além das expectativas da empresa. Até março de 2020, o jogo tinha vendido 1,08 milhão de cópias mundialmente.

### Prêmios
Astral Chain recebeu o prêmio de "Jogo do Ano para Nintendo", e ficou em décimo lugar para "Jogo do Ano" nos Edge Awards 2019.
| Ano  | Premiação                        | Categoria                                            | Resultado | Ref.   |
| ---- | -------------------------------- | ---------------------------------------------------- | --------- | ------ |
| 2019 | Golden Joystick Award 2019       | Jogo do Ano para Nintendo                            | Indicado  | [ 32 ] |
|      | The Game Awards 2019             | Melhor Jogo de Ação                                  | Indicado  | [ 33 ] |
| 2020 | NAVGTR Awards                    | Animação, Artístico                                  | Indicado  | [ 34 ] |
| 2020 | NAVGTR Awards                    | Direção de Câmera em um Motor de Jogo                | Indicado  | [ 34 ] |
| 2020 | NAVGTR Awards                    | Design de Controles, 3D                              | Indicado  | [ 34 ] |
| 2020 | NAVGTR Awards                    | Jogo, Ação Original                                  | Indicado  | [ 34 ] |
| 2020 | NAVGTR Awards                    | Gráficos, Técnico                                    | Indicado  | [ 34 ] |
| 2020 | NAVGTR Awards                    | Iluminação/Texturas                                  | Indicado  | [ 34 ] |
| 2020 | NAVGTR Awards                    | Trilha Sonora Original, Nova Propriedade Intelectual | Venceu    | [ 34 ] |
| 2020 | NAVGTR Awards                    | Coleção de Canções                                   | Indicado  | [ 34 ] |
| 2020 | NAVGTR Awards                    | Canção, Original ou Adaptada ("Dark Hero")           | Indicado  | [ 34 ] |
| 2020 | NAVGTR Awards                    | Efeitos Sonoros                                      | Indicado  | [ 34 ] |
| 2020 | SXSW Gaming Awards               | Nova Propriedade Intelectual Mais Promissora         | Indicado  | [ 35 ] |
| 2020 | SXSW Gaming Awards               | Excelência em Design                                 | Indicado  | [ 35 ] |
| 2020 | SXSW Gaming Awards               | Excelência em Jogabilidade                           | Indicado  | [ 35 ] |
| 2020 | Famitsu Dengeki Game Awards 2019 | Melhor Jogo Rookie                                   | Indicado  | [ 36 ] |